# Stelle principali della costellazione dell'Orsa Minore
Segue un prospetto delle stelle principali della costellazione dell'Orsa Minore, elencate per magnitudine decrescente.